# Elisabeth Rijberg
Elisabeth Rijberg – ook wel Elisabeth Pyberg genoemd – was een in Rotterdam (en Den Haag?) werkende knipkunstenaar. Genealogische gegevens ontbreken. Uit bronnen blijkt dat zij in ieder geval van 1698 en 1710 actief en succesvol is geweest.

## Werk
De Rotterdamse stadshistoricus Gerrit van Spaan omschrijft haar werk als coulisseknipsels in perspectief. Zij maakte met papierknipkunst oorlogsschepen en jachten, gebouwen, bomen en portretten.
Er is zover bekend één werk bewaard gebleven. Maar haar portretten van Willem III van Oranje en Maria II van Engeland zijn zeer lovend beschreven door de Engelse geestelijke Charles Ellis in een brief uit 1699 aan dr. Edward Tyson. Zijn aanbod van duizend gulden voor deze werken sloeg zij af. Een andere opdrachtgever was de keurvorst van de Palts. Voor deze opdracht kreeg zij vier vergulde zilveren bekers met deksels, en een klein zilver servies met het wapen van de vorst.
Volgens Von Uffenbach is op te maken dat Rijberg een winkel had waar je tegen betaling haar werken kon bezichtigen. Daar hingen onder andere een werk van het Scheveningse strand en een werk van een haringvangst met veel mensen en schepen.